# 統一地方選舉
統一地方選舉（日语：統一地方選挙、とういつちほうせんきょ）是日本依臨時特例法舉辦的地方選舉。自1947年開始，統一地方選舉每4年舉辦一次。統一地方選舉通常在4月舉辦，選舉類型包括都道府縣知事、政令指定都市市長、地方議會議員。2023年時，統一地方選舉包括47個都道府縣中9個道府縣的知事選舉，41個道府縣的都道府縣議會議員選舉。20個指令都市中6個都市的市長選舉及17個都市的市議會議員選舉。